# NGC 1153
NGC 1153 ist eine Linsenförmige Galaxie vom Hubble-Typ S0/a im Sternbild Walfisch südlich der Ekliptik. Sie ist schätzungsweise 134 Millionen Lichtjahre von der Milchstraße entfernt und hat einen Durchmesser von etwa 55.000 Lichtjahren. Vom Sonnensystem aus entfernt sich die Galaxie mit einer errechneten Radialgeschwindigkeit von näherungsweise 3.000 Kilometern pro Sekunde.
Gemeinsam mit vier weiteren Galaxien bildet sie die NGC 1137-Gruppe LGG 79. Im selben Himmelsareal befinden sich unter anderem die Galaxien PGC 11252, PGC 11265, PGC 1247042, PGC 1251078.
Das Objekt wurde am 13. Dezember 1784 vom deutsch-britischen Astronomen Wilhelm Herschel entdeckt.